# Лузилие
Лузилиѐ (на италиански: Lusigliè; на пиемонтски: Lusiè, Лузие) е село и община в Метрополен град Торино, регион Пиемонт, Северна Италия. Разположено е на 268 m надморска височина. Към 1 януари 2020 г. населението на общината е 565 души, от които 28 са чужди граждани.